# Simon Paulli

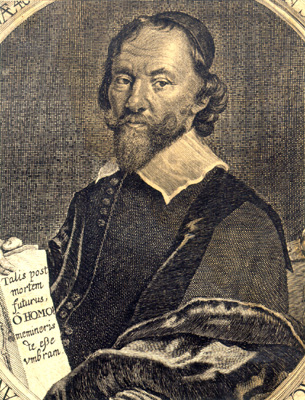
Simon Pauli numa gravura contemporânea inserta na Flora Danica.

Simon Paulli (Rostock, 6 de Dezembro de 1603 — Copenhaga, 13 de Abril de 1680), conhecido na literatura de língua alemã como Simon Pauli, o Jovem (Simon Pauli der Jüngere) para o distinguir do teólogo homónimo, foi um médico e botânico alemão que se distinguiu ao serviço da corte dinamarquesa, tendo sido médico pessoal dos reis Cristiano IV e Frederico III.

## Biografia
Simon Pauli foi neto de Simon Pauli (conhecido na literatura alemã por Simon Paul der Ältere), superintendente de Rostock, e filho de Heinrich Pauli (1565-1610), professor de Medicina e reitor (1596) da  Universidade de Rostock, que a partir de 1604 se fixou na cidade dinamarquesa de Nykøbing como médico pessoal da rainha viúva Sophie von Mecklenburg-Güstrow, quando aquela para ali se retirou.
Simon Pauli estudou Medicina em Rostock, Leiden e Paris. Depois de uma estadia em Inglaterra concluiu os seus estudos na Universidade de Wittenberg, na qual se formou em Medicina no ano de 1630.
Praticou Medicina em Rostock e Lübeck e foi de 1634 a 1639 professor na Universidade de Rostock. Em 1639 foi nomeado professor de Anatomia, Cirurgia e Botânica na Universidade de Copenhaga. Naquela universidade montou em 1645 um Theatrum Anatomicum, um dos primeiros do seu género. Entre os seus alunos na Universidade de Copenhaga contou-se Niels Stensen.
Foi encarregado pelo rei Cristiano IV da Dinamarca e Noruega de editar uma flora, publicada com o título Flora Danica, um precursor da obra Flora Danica, editada um século depois. Após a subida ao trono de Frederico III da Dinamarca e Noruega, por sugestão régia cedeu a sua cadeira na Universidade a Thomas Bartholin, recebendo em compensação o cargo de médico pessoal do rei e uma sinecura por nomeação para uma prelatura em Aarhus.
Simon Pauli é autor de uma das primeiras obras sobre as características médicas do tabaco e do chá. Nessa obra defendeu a teoria, que foi pouco depois demonstrada como errónea, que o arbusto do chá era idêntico à espécie europeia Myrica gale L..
Simon Pauli foi pai de Jacob Henrik Pauli (1637-1702), anatomista e diplomata ao serviço da casa real dinamarquesa; Daniel Pauli (1640-1684), livreiro e editor em Copenhaga; Simon Pauli, livreiro e editor em Estrasburgo; e Olliger (Holger) Paulli (1644-1714) que, depois de ter enriquecido na Companhia Dinamarquesa das Índias Orientais, foi um propagandista do pietismo evangélico extremo.
Em homenagem a Paulli, Carl von Linné atribuiu o nome Paullinia a um género botânico pertencente à família Sapindaceae, o qual engloba o guaraná (a Paullinia cupana Kunth).

## Obras
- Quadripartitum Botanicum, de Simplicium Medicamentorum Facultatibus Rostock 1639, erweiterte Neuauflage Straßburg: Paulli 1667-1668.
- Flora Danica det er: Dansk Urtebog: Udi huilcken, efter hans Kongl: Mayst... Christiani IV... skriftlig Befalning til Facultatem Medicam, udi det Kongelig Universiteet Kiøbenhafn, icke alleeniste Urternis Historiske Beskrifvelse, Krafters oc Virkninger, med zijrligste Figurer andragis: Men endocsaa Lægedomme til alle Siugdomme gafulige, korteligen oc klarligen antegnis: Saa at den er baade en Urtebog oc Lægebog / med største Flijd oc Umage elaborerit af Simone Paulli 1648
- De Abusu Tabaci Americanorum Veteri, Et Herbæ Thee Asiaticorum in Europa Novo. Straßburg: Paulli 1665[3]
- Anatomisch- und Medicinisches Bedencken über ein Königliches Reit-Pferd so Anatomischer Kunst nach zerlegt worden, den 11. Christ-Monats 1671: welchem hinbeigefügt desselben wolmeinender Raht wie man [negst Göttlicher Gnade, vermittelst der Anatomey] den Menschen vom Schlage und denen nachbleibenden Verlähmnissen, weit besser, als unsre Vorfahren curiren könne. 1672